# Jules Bureau
Jules Bureau, né le 22 avril 1900 à Ambazac (Haute-Vienne) et mort en février 1992, est un syndicaliste et collaborateur français.

## Biographie
Passé par l'école normale de Limoges, Jules Bureau commence sa carrière d'instituteur en 1924 dans la Vienne avant d'être mutée, deux ans plus tard à Bagnolet et enfin à Paris.
Militant socialiste et franc-maçon (Grand Orient), il est surtout un militant syndical, au sein du Syndicat national des instituteurs. En 1931, il est membre du bureau départemental de la Seine du SNI, dont il devient le secrétaire quatre ans plus tard.
Fortement anti-communiste, pacifiste « intégral », il se rapproche des positions de Marcel Déat pour lequel il appelle à voter, contre la candidature de Front populaire de Jacques Duclos, au second tour des législatives de 1936. Par ailleurs, il quitte, en 1938, la franc-maçonnerie.
Mobilisé en 1939 comme sous-officier, il laisse la direction de la section SNI de la Seine à René Bonissel. De retour à la vie civile, il s'engage dans la collaboration. Il publie ainsi des articles dans Le Cri du Peuple ou Le Pilori, adhère au Front social du travail, tente de constituer une association corporative d'instituteurs,et est trésorier de la Ligue de la pensée française. Il dirige aussi le journal Le Nord-Est.
Proche de René Chateau, il rompt avec l'équipe de la France Socialiste après juillet 1943.
N'ayant pas été inquiété à la Libération, il reprend son travail d'enseignant, nommé comme professeur de cours complémentaires. En 1948, il fait partie des très rares instituteurs à choisir de créer un syndicat Force ouvrière lors de la scission de la CGT.

### Sources
Dictionnaire biographique du mouvement ouvrier français, notice de Jean Maitron et Claude Pennetier